# Leptodon białogłowy
Leptodon białogłowy (Leptodon forbesi) – gatunek ptaka drapieżnego z rodziny jastrzębiowatych (Accipitridae), zamieszkujący lasy wschodniej Brazylii. Zagrożony wyginięciem.
SystematykaPrzez niektórych autorów bywał uznawany za odmianę młodocianego upierzenia leptodona szarogłowego (L. cayanensis), jednak późniejsze badania potwierdziły status osobnego gatunku. Nie wyróżnia się podgatunków.
MorfologiaPrzeciętny leptodon białogłowy ma 49–50 cm długości i waży 550–580 g. Ma szarawą głowę i ogon, czarny grzbiet oraz białą spodnią część ciała.
BiotopWystępuje w pierwotnych, wilgotnych lasach wzdłuż wybrzeży wschodniej Brazylii, od poziomu morza do około 600 m n.p.m. Prawdopodobnie osiadły. Potrafi przetrwać w małych i zdegradowanych fragmentach lasów.
StatusMiędzynarodowa Unia Ochrony Przyrody (IUCN) od 2017 roku uznaje leptodona białogłowego za gatunek zagrożony (EN – endangered); wcześniej, od 2000 roku miał on status gatunku krytycznie zagrożonego (CR – critically endangered). Liczebność populacji szacuje się na 250–999 dorosłych osobników. Trend liczebności populacji uznaje się za spadkowy ze względu na postępujące niszczenie jego siedlisk.